# Route des Indes
Pour l’article homonyme, voir Route des Indes (roman).

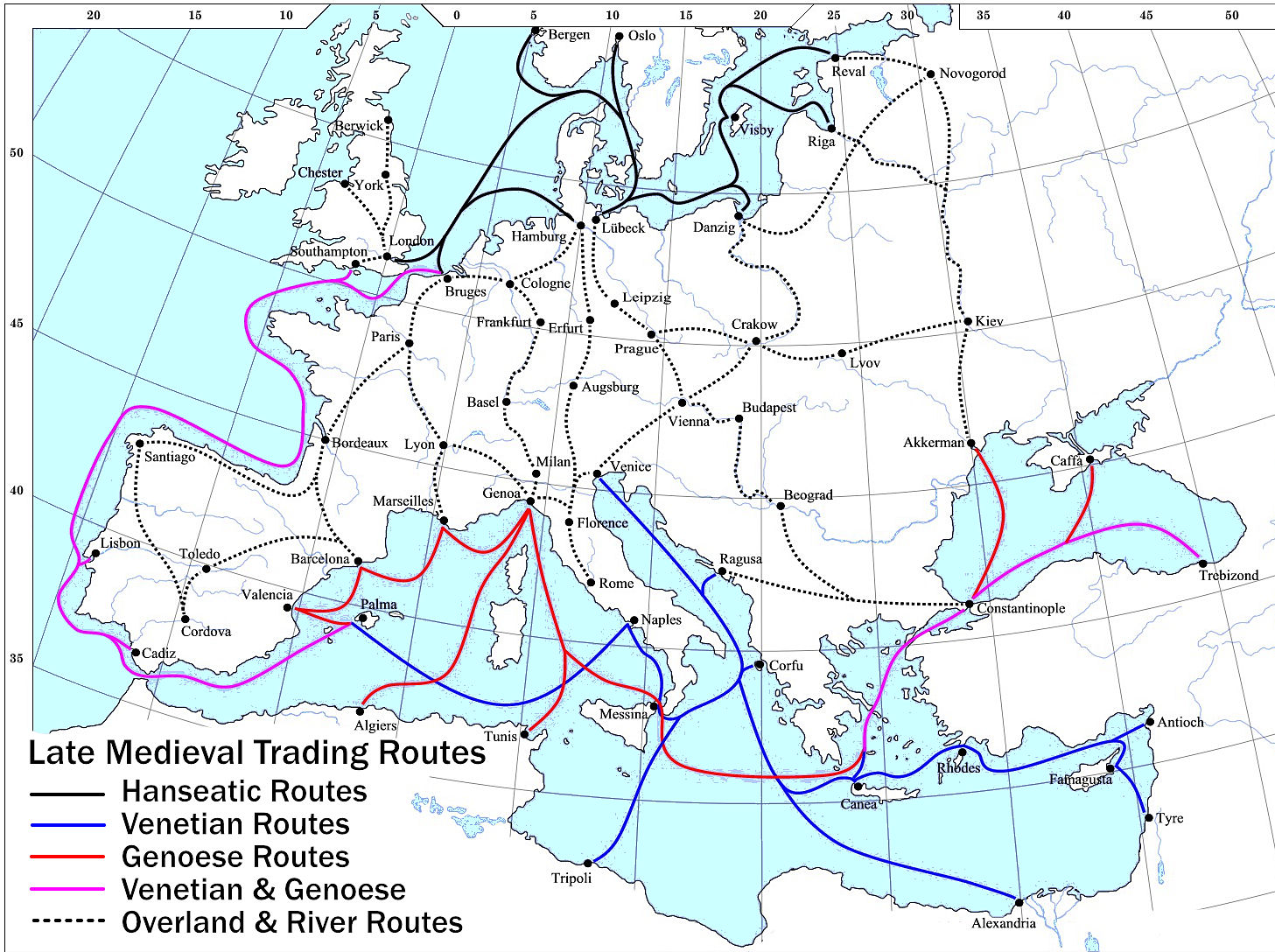
Routes commerciales en Europe à la fin du Moyen Âge.

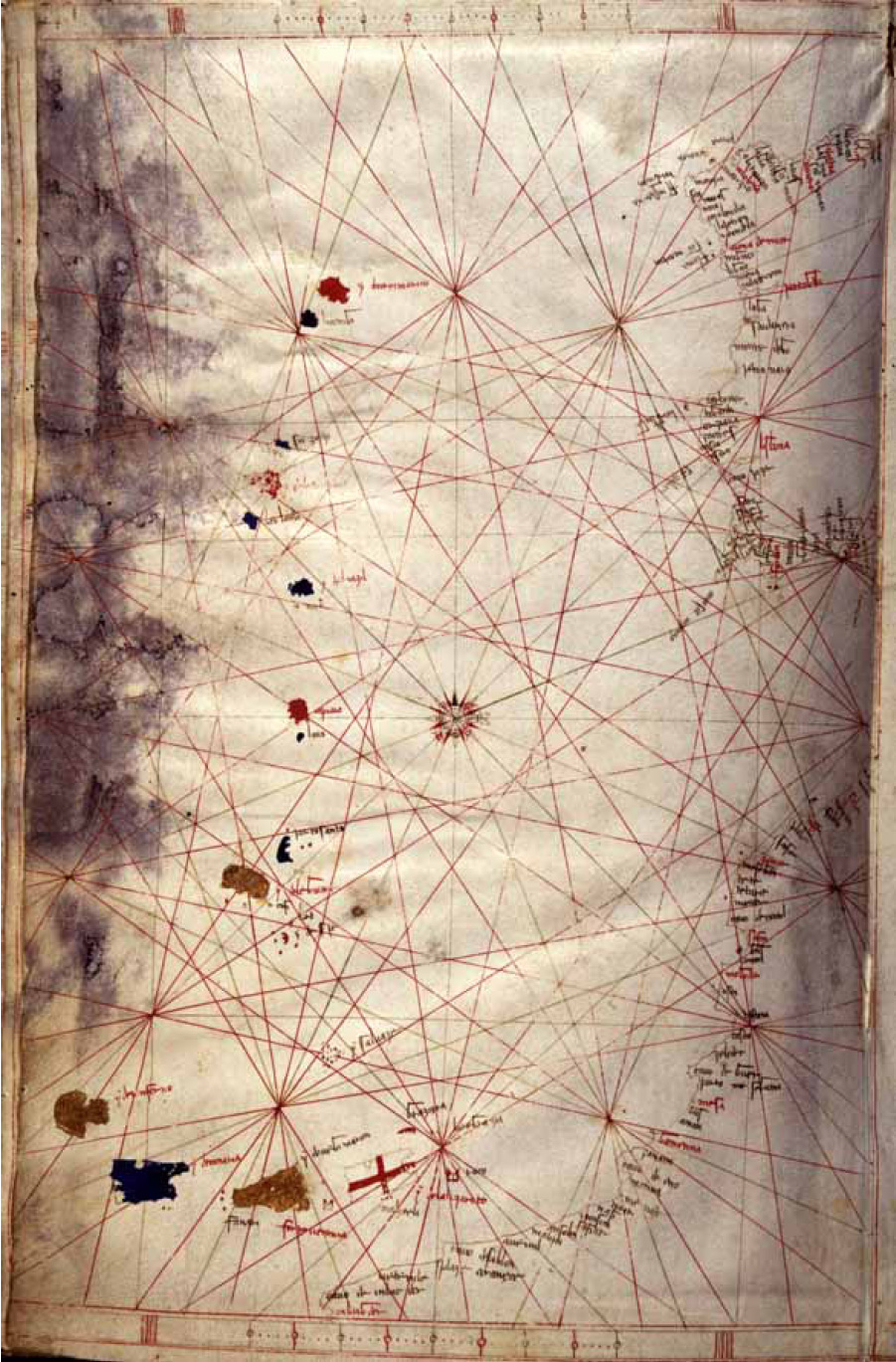
Atlas Corbizzi, 1385-1410, côtes atlantiques.

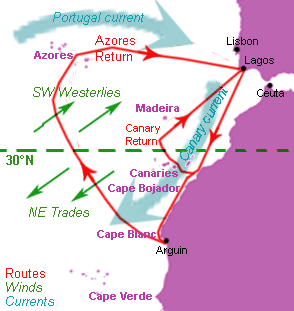
Volta do mar.

Mare clausum ibérique.

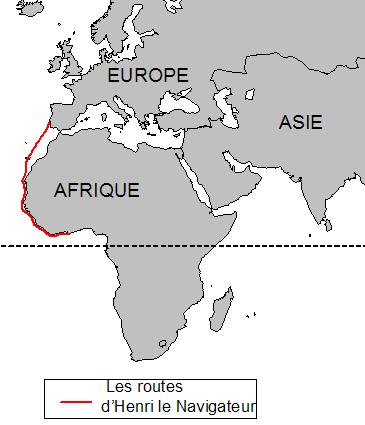
Les routes d'Henri le Navigateur.

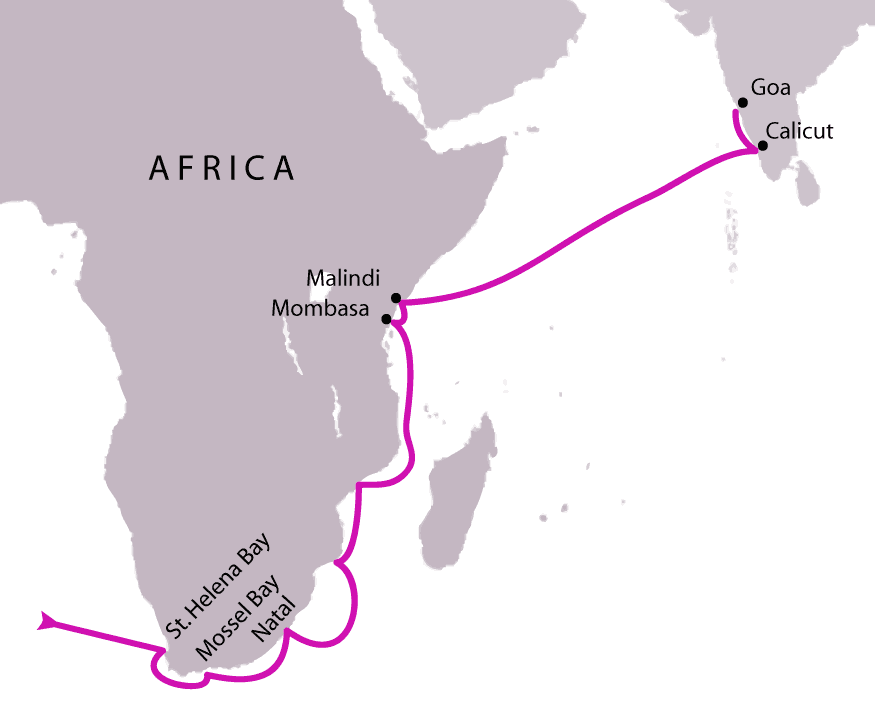
La route suivie par Vasco de Gama durant son premier voyage (1497-99).

Voyages de Cabral en 1500.

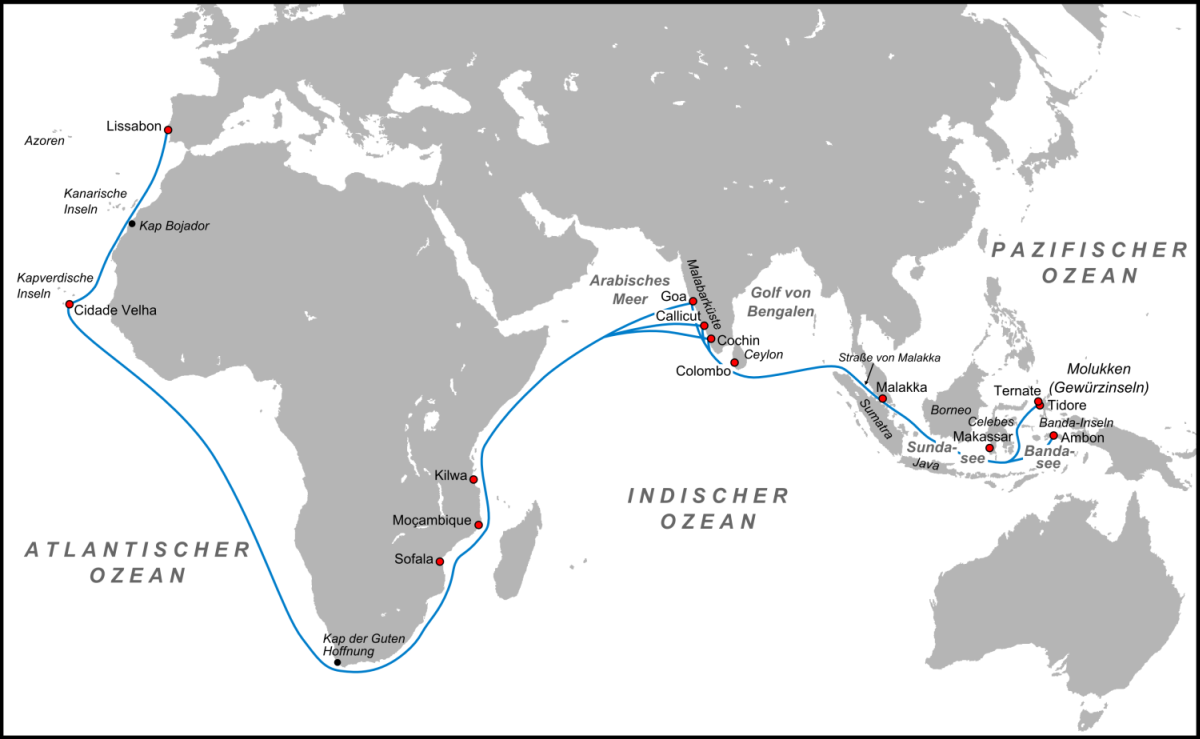
Route portugaise des épices.

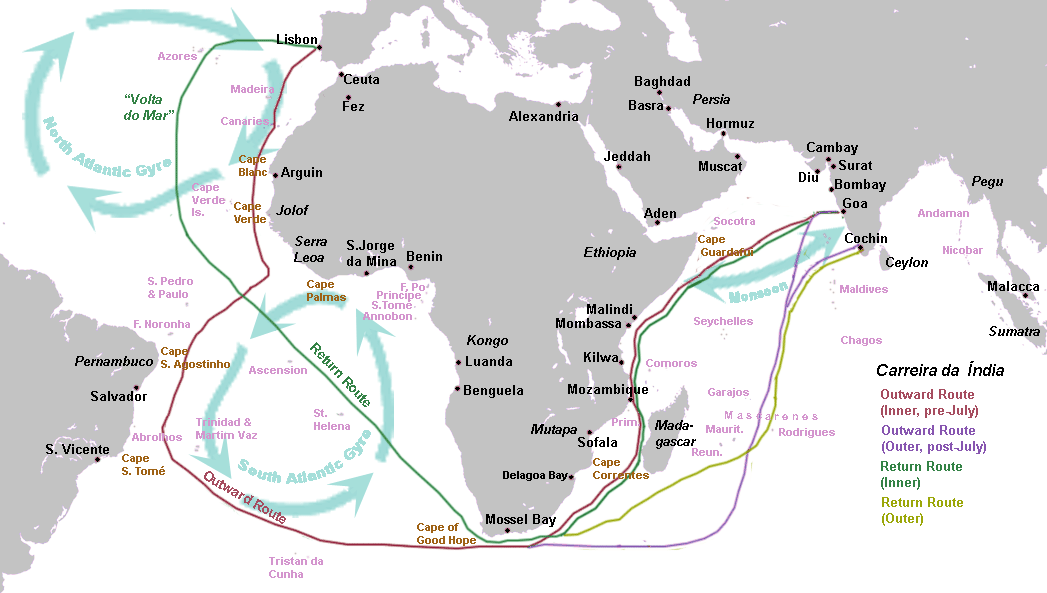
Carte portugaise de la Carreira da Índia.

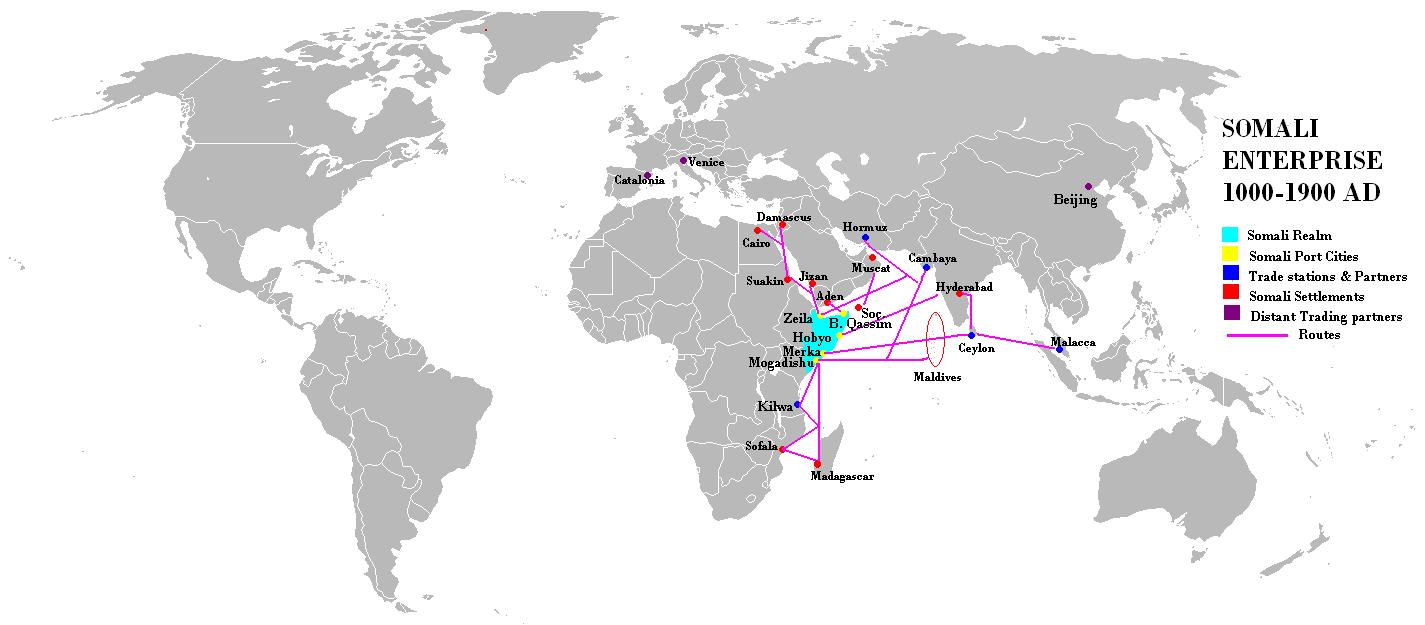
Commerce somali.

La route des Indes (« Carreira da India » en portugais ou « Route du Cap ») est la route maritime directe recherchée à la fin du XVe siècle par l'Espagne et le Portugal pour relier l'Europe et les Indes orientales.
Bien qu’elle ne soit plus empruntée dans sa forme originale, cette route a jeté les bases des principales voies maritimes actuelles qui traversent l’océan Indien. Elle est aujourd’hui parcourue par des porte-conteneurs et des pétroliers, jouant un rôle clé dans l’économie mondiale.
La route des Indes s’inscrit dans la période des « Grandes découvertes » qui désigne généralement les explorations maritimes entreprises par les puissances européennes aux XVe et XVIe siècles.

En portugais, la Carreira da India désigne la une route maritime annuelle qui reliait Lisbonne à Goa, mise en place par la marine Portugaise après l’ouverture de la route maritime vers l'Inde par Vasco de Gama. Ce trajet, établi dès 1500, est resté très actif jusqu'au XIXᵉ siècle, notamment avec l'ouverture du canal de Suez.

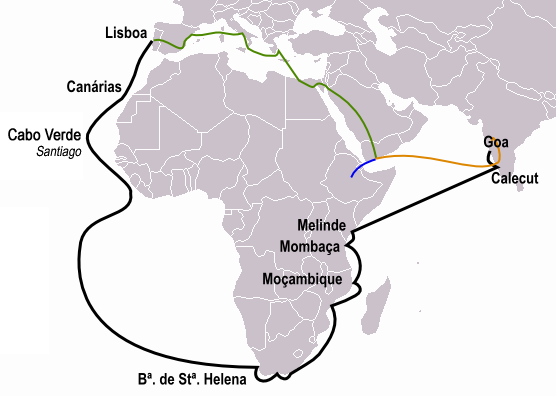
Routes des Indes.

L’ouverture de la route des Indes est souvent décrite comme une grande “découverte” réalisée par les Portugais et notamment par Vasco de Gama qui aurait permis d’établir un lien maritime direct entre l’Europe et l’Asie. Cette vision ethnocentrique est notamment visible dans la page Wikipédia portugaise de cet article : Descoberta do caminho marítimo para a Índia ("Découverte du chemin maritime vers l’Inde". Cela met principalement en avant l’exploit européen, au détriment des dynamiques globales et des connaissances non-européennes qui ont rendu ce voyage possible. La page portugaise Wikipédia présente ainsi la route des Indes : 
« La découverte de la route maritime vers l'Inde est le nom commun du premier voyage effectué de l'Europe vers l'Inde à travers l' océan Atlantique , effectué sous le commandement du navigateur Portugais Vasco de Gama sous le règne du roi D. Manuel Ier , entre 1497 et 1498. Considéré comme l'un des voyages les plus remarquables de l' ère des découvertes , il consolide la présence maritime et la domination des routes commerciales des Portugais. »

Un regard plus global amène à nuancer cette narration. L'ouverture de cette route s’inscrit en réalité dans un contexte préexistant d’échanges intenses dans l’océan Indien, où des marchands arabes, indiens, chinois et africains naviguaient et commerçaient depuis des siècles (Boucheron, 2009, p. 21). Les routes maritimes, les savoirs nautiques (comme les cartes et les tables des vents) et les infrastructures portuaires étaient déjà en place avant l’arrivée des Européens. Par exemple, les mu’allim, pilotes arabes expérimentés, ont guidé les navires Portugais à travers les eaux complexes de l’océan Indien. (Bertrand, 2023, p. 21)
Ce décentrement du regard implique alors de reconnaître que la route maritime vers l’Inde n’a pas été découverte par les Portugais, mais qu’ils se sont insérés dans des réseaux bien établis, qu’ils ont par la suite parfois exploités. Cela permet de sortir d’un récit traditionnel, de déconstruire la vision héroïque et isolée de l’histoire pour mieux comprendre les interactions culturelles, économiques et stratégiques entre les Européens et les sociétés locales.

## Contexte
Les routes commerciales maritimes, à la fin du Moyen Âge, sont en Méditerranée, essentiellement sous le contrôle des républiques maritimes (Amalfi, Gênes, Pise, Venise) en relation avec l'Empire ottoman. La Ligue hanséatique gère la presque totalité du commerce en mer du Nord (et en mer Baltique).
Les navigateurs et les explorateurs commencent à produire des cartes approximatives des ports, les portulans.
L'horizon maritime, pour la France, l'Espagne et le Portugal, est atlantique.

### La prise de Constantinople, un tournant des routes commerciales: de la domination ottomane aux explorations maritimes européennes.
Les épices des Indes, souvent surnommées "l'or des Indes", incluent des produits précieux tels que la cannelle, le gingembre, les clous de girofle, le poivre et le safran. Leur rareté et leur coût élevé étaient dus à leur transport par des caravanes et des marchands venus de l'Est.
En 1453 l'Empire ottoman prend le contrôle de Constantinople, située à un emplacement stratégique sur la Route de la soie. L’Empire ottoman domine les principales routes commerciales reliant l'Europe et l'Asie, notamment les portions cruciales par lesquelles étaient acheminées des marchandises précieuses comme la soie, les épices et d'autres produits exotiques provenant des Indes et de la Chine vers l'Europe.
Les Ottomans imposent des droits de passage élevés sur les marchandises qui traversent leur territoire, ce qui a pour conséquence de rendre les produits orientaux, notamment les épices, beaucoup plus coûteux pour les Européens. Les Européens deviennent dépendants de l'Empire ottoman ce qui accentue la nécessité d’une route alternative. Les produits asiatiques, essentiels à l’époque pour la conservation des aliments, la médecine, et les rituels religieux, deviennent des biens de luxe indispensables, en grande partie à cause des taxes élevées.
Face à ces contraintes, les nations européennes, avec le Portugal et l'Espagne en tête, cherchent à contourner ces blocages en explorant une route maritime directe vers les Indes. (Cartwright, 2021)
Les progrès technologiques en navigation rendent ces explorations possibles, notamment avec à leur tête des explorateurs comme Vasco de Gama ou Christophe Colomb. Ces initiatives marquent le début d’une transformation mondiale : les routes commerciales terrestres perdent en importance au profit des routes maritimes, et les Européens établissent une domination économique et politique sur de nombreuses régions au fur et à mesure de leur progression.

### La rivalité ibérique et le partage du Nouveau Monde
Depuis le début du XVe siècle, les Portugais ont mené des explorations en direction de l'Atlantique sud et établi des comptoirs le long du littoral africain, ouvrant des routes qui mèneront à l'Asie et l'océan Indien. Cependant, la présence des Espagnols, motivés par le potentiel commercial et territorial des expéditions maritimes marque le début d'une concurrence féroce entre les deux puissances ibériques.
En 1492, Christophe Colomb, au service de l’Espagne, entreprend une expédition vers l’ouest pour atteindre l’Asie, ouvrant les portes de l’Amérique aux Espagnols. Cette découverte intensifie les tensions entre l’Espagne et le Portugal, qui revendiquent chacun la domination sur les territoires nouvellement découverts. Le traité de Tordesillas, signé le 7 juin 1494 sous l’arbitrage du pape Alexandre VI, fixe une ligne de partage : les terres à l’ouest appartiendraient à l’Espagne, tandis que celles à l’est, y compris l’Afrique, reviendraient au Portugal. La papauté attribue non pas des zones de colonisation, mais des zones d'évangélisation, distinction subtile qui ne résiste pas aux appétits de ces deux puissances européennes. (Boucheron, 2009, p. 421)
Malgré cet accord, les rivalités se sont poursuivies, notamment autour du Brésil, découvert par le Portugal en 1500. Si les Portugais se sont concentrés sur les routes vers l'Asie, l’Espagne a entrepris la conquête des Amériques, revendiquant des territoires riches en ressources comme l’or et l’argent, qui aura pour conséquence la progressive mise en place d’une économie bi-métallique.

## L’entreprise européenne d’une route commerciale aux caractère médiéval et erratique

### Le Portugal, un établissement sur les côtes   africaines qui, initialement, ne suit pas une logique d’expédition  maritime.
- La prise de Ceuta, un événement initiateur aux logiques médiévales

Le début de l’expansion Portugaise sur les côtes africaines suit d’abord une logique médiévale qui mène ensuite aux grandes expéditions maritimes Portugaises. Entre 1415 et 1488 les Portugais vont s’installer progressivement sur la côte Est Africaine avec l’établissement de comptoirs. Cette installation progressive commence dès 1415 avec la prise de Ceuta et s’achève en 1488 avec le passage du Cap de Bonne-Espérance par Bartolomeu Dias. 

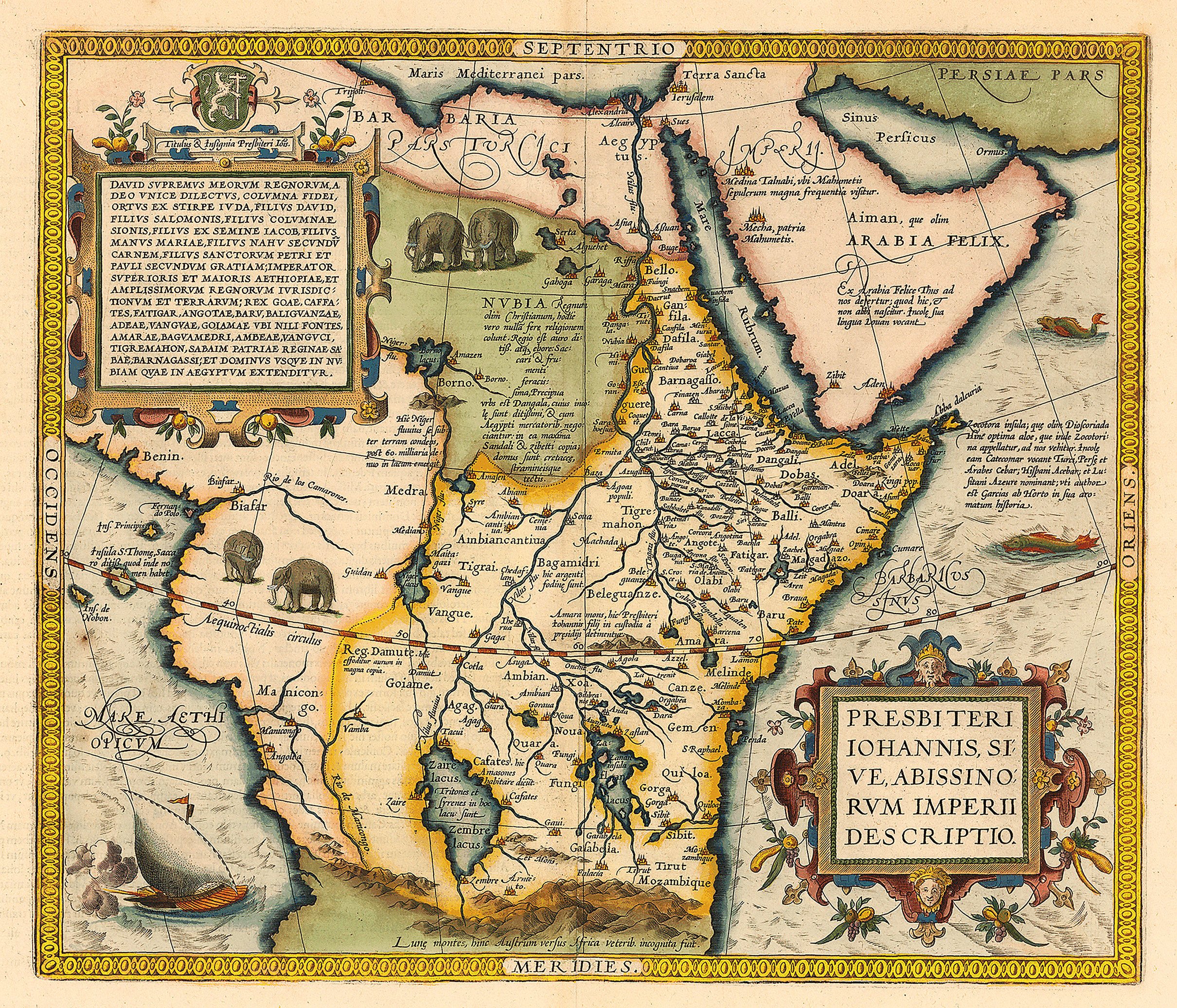
Carte de l'Éthiopie, Royaume du prêtre Jean.

Avec la prise de Ceuta, le projet initial des Portugais n’est pas en premier lieu l’expédition mais relève de la continuité d'une logique médiévale. (Bertrand, 2023, p. 119‑123)
La prise de la ville de Ceuta au nord du Maroc peut être perçue comme un élément fondateur de la grande épopée maritime Portugaise. Cependant cette conquête répond à des objectifs plus opportunistes et localisés.  De nombreuses raisons politiques et religieuses motivent ce projet.
Il faut replacer l'entreprise dans le contexte particulier du Portugal : Au début du XVe siècle, l’esprit de croisade médiéval est encore très vivace dans la monarchie Portugaise. La Reconquista est terminée, le territoire Portugais est formé alors que son voisin Espagnol, comme le reste de l'Europe, est encore plongé dans les guerres. La poursuite de la Croisade contre les Maures se poursuit donc de l'autre côté de la Méditerranée avec le soutien du Pape. Même si le Portugal justifie ce projet comme une expédition maritime, afin de légitimer une entreprise coûtant l’équivalent d’un an et demi de revenus du royaume, cette entreprise suit bien une logique médiévale. (Bertrand, 2023, p. 121).
À partir de la prise de Ceuta, la Couronne Portugaise inscrit son expansionnisme sous la bannière de la croisade, appuyée par des bulles pontificales. L’élite militaire, favorable à ce projet qui sert ses intérêts, soutient cette expansion. L’infant Henri, impliqué dans la conquête de Ceuta en 1415 et dans l’échec de Tanger en 1437, a longtemps porté des idéaux médiévaux avant que le surnom de « navigateur », ne souligne son ambition atlantique, amorcée dès les années 1440.
“La conquête portugaise devient ainsi, dans un récit plus équilibré de l’histoire, la conséquence d’un réel opportunisme politique, plutôt que le prélude fictif de la grande épopée maritime du Portugal. [...] l’enclave espagnole de Ceuta est l’un des derniers avatars d’une longue guerre pour le contrôle du détroit de Gibraltar, disputé durant tout le Moyen Âge par de nombreux protagonistes musulmans et chrétiens.”  selon Yassir Benhima. (Bertrand, 2023, p. 122)
- Le début des explorations avec Henri le Navigateur

Au XIVe siècle, les Portugais occupent Madère, les Açores et les îles Canaries qu'ils perdent au XVe siècle. Henri le Navigateur, fils du roi Joao Ier (1394-1460) réunit de nombreux savants, ces colonies sont récupérées et la progression le long des côtes africaines commence. Cette progression est facilitée par la découverte du principe de la volta, c'est-à-dire de la navigation utilisant les vents dominants. (Boucheron, 2009, p. 94)
Avant Henri le Navigateur, le cap Bojador situé au Maroc, est alors le point le plus méridional de la côte de l'Afrique connu des Européens. Gil Eanes, le commandant de l'une des expéditions d'Henri, fut le premier européen répertorié à l'avoir passé en 1434. (Boucheron, 2009, p. 94)
En 1441, le Cap Blanc fut atteint par Nuno Tristão et Antão Gonçalves, tandis que la même année, les premiers indigènes sont capturés, transportés et mis en esclavage, c'est le début de la traite des noirs. La Banc d'Arguin fut en vue en 1443, et l'on y édifia un fort important que cinq ans plus tard. L'année suivante, Dinis Dias rencontra le fleuve Sénégal et passa le Cap-Vert. (Boucheron, 2009, p. 94)
En 1460, la Sierra Leone est atteinte par Pedro de Sintra et les Portugais ont le monopole du commerce africain qui comprend de l'or, de l'ivoire, des esclaves et de la malinguette. (Boucheron, 2009, p. 94). Un accord entre le roi et les commerçants a lieu : ces derniers possèdent le monopole du commerce en échange de la poursuite des explorations pour le Portugal.
- Le franchissement de nouvelles limites : de l’équateur en 1475 à Bartolomeu Dias qui double le cap de Bonne-Espérance en 1488

En 1475, l'Équateur est franchi : les navigateurs sont surpris par les changements des vents et du ciel. C’est dans ce contexte qu’aux alentours de 1500 Cabral dérive lors d'une volta et touche accidentellement le Brésil. (Boucheron, 2009, p. 95)
En 1486, l'explorateur Portugais Bartolomeu Dias est chargé par le roi Jean II de Portugal de poursuivre les explorations de Diogo Cão le long de l'Afrique et lui donne le commandement de deux caravelles et d'une navette de vivres. Le but avoué de l'expédition est d'avoir des nouvelles du prêtre Jean mais en fait, il s'agit plutôt d'étudier la possibilité de l'existence d'une route maritime vers les Indes.
Cela le conduit à être le premier européen à doubler le cap de Bonne-Espérance en 1488. Il le nomma cap des Tourmentes à cause des tempêtes qu'il y avait essuyées ; mais le roi Jean II préféra l'appeler cap de Bonne-Espérance, parce qu'il espérait, à juste titre, que cette découverte ouvrirait la route des Indes.
Ainsi en 1488 Bartolomeu Dias double le cap de Bonne-Espérance. L'Afrique est contournable et l'Asie est accessible par voie maritime. À peine le cap de Bonne-Espérance doublé et un padrao érigé sur une plage pour authentifier la découverte, Bartolomeu Dias et ses caravelles reviennent au Portugal pour annoncer la nouvelle. (Bertrand, 2023, p. 142-146)
- 1498 : Vasco de Gama et l’ouverture de la route maritime des Indes : de l’exploration à la genèse de l’empire colonial Portugais

L'étape suivante consiste à rallier l'Inde et ses richesses. Au passage, on espère trouver le mythique royaume du prêtre Jean (légende médiévale), et conclure avec lui une alliance contre les Ottomans.
Vasco de Gama s’embarque le 8 juillet 1497 à la tête de quatre navires pour une longue expédition qui doit le mener de Lisbonne à l'Inde, en passant par la voie maritime du Sud. Le 22 novembre 1497, il passe le cap de Bonne-Espérance. Le 20 mai 1498, Vasco de Gama arrive en Inde à Calicut ( plus précisément à Kozhikode), après 309 jours de navigation.  (Bertrand, 2023, p. 159-163)
C'est le Zamorin Manavikraman, qui règne alors sur Kozhikode, qui le reçoit. Les négociations sont rudes et des conflits éclatent. Le 29 août 1499, Gama doit reprendre la route du retour pour le Portugal avec ses navires chargés d'épices. Le voyage est particulièrement pénible, et seulement deux navires et moins d'un tiers de l'équipage arrivent en vue de Lisbonne le 18 septembre 1499 après 315 jours de navigation. Malgré cet échec relatif, l’accueil est triomphal et la route des Indes est désormais ouverte.
Lors de son deuxième voyage, en 1502, le nouvel « amiral des Indes » reprend la mer, avec une flotte nombreuse (une vingtaine de navires de guerre). Cette expédition marque les débuts de l'empire colonial Portugais, et rapporte à la couronne un butin substantiel ainsi que des privilèges commerciaux importants.
À sa suite, Pedro Álvares Cabral, Francisco de Almeida et Afonso de Albuquerque établissent des points d'appuis solides : Zanzibar, Calicut, Malacca. Des cartes des côtes et des vents sont aussi mises au point et permettent aux navigateurs de voyager avec les saisons. Jusqu'en 1869 et l'inauguration du canal de Suez, cette route des Indes était l'unique passage maritime entre l'Europe et l'Asie.

### L’Espagne, un échec initial: une entreprise au caractère médiéval et erratique qui donne lieu à l’établissement d’une autre route commerciale et à un autre pan de l’histoire commerciale européenne.
- Christophe Colomb et le Portugal (1476 - 1484)

Christophe Colomb manque de naviguer sous bannière portugaise et de servir les intérêts de sa couronne. Il séjourne près de dix ans à Lisbonne, à partir de 1476, où il épouse Filipa Moniz Perrestrello. Il vit ensuite sur l’île de Porto Santo, près de Madère, ce qui lui permet de perfectionner ses connaissances en navigation atlantique. Colomb effectue de nombreux voyages commerciaux et atteint le fort de La Mine, dans le golfe de Guinée, où il explore les régions équatoriales et entre en contact avec des populations inconnues. Il s’y crée un réseau solide de relations.
En 1484, il présente au roi Jean II du Portugal son projet de rejoindre les Indes en naviguant vers l’ouest, à travers l’océan Atlantique, au lieu de contourner l'Afrique comme les Portugais l'envisagent. Son projet est rejeté par une commission d’experts, qui le juge irréalisable pour deux raisons principales. D’abord, Colomb surestime la proximité des terres européennes et asiatiques et ses calculs des distances sont erronés. Ensuite, l’espoir d’atteindre les Indes en contournant l’Afrique est plus fort que jamais, surtout après le retour de Diogo Cão des côtes angolaises. Le Portugal ne renonce pas à ses ambitions africaines. (Bertrand, 2023, p. 151-152); (Boucheron, 2009, p. 610)
Colomb retourne à Lisbonne en 1488, à la demande de Jean II. À peine arrivé, il assiste au retour triomphal de Bartolomeu Dias, qui a réussi à franchir le cap de Bonne-Espérance et confirme la faisabilité de la route vers les Indes en contournant l'Afrique. Ce succès renforce l'intérêt du Portugal pour cet itinéraire.  (Bertrand, 2023, p. 152)
- 1486, Christophe Colomb se rapproche de la couronne espagnole

Après avoir vu son projet refusé par le roi Portugais Jean II, Colomb cherche à intéresser les cours d'Angleterre et de France sans plus de succès.
En 1486, il se rend en Espagne où il obtient une audience auprès des Rois Catholiques, Isabelle de Castille et Ferdinand d’Aragon. Son projet est étudié mais est rejeté en raison des incertitudes sur sa faisabilité. De plus, l'Espagne est encore engagée dans la Reconquista, coûteuse, et ne souhaite pas investir dans des projets susceptibles de ralentir cet effort. Colomb décide de rester en Espagne, espérant rallier des soutiens à sa cause. (Boucheron, 2009, p. 609); (Bertrand, 2023, p. 152); (Baschet, 2005).
Pendant cette période, il reçoit l’appui de figures influentes comme Luis de Santángel, trésorier du royaume d’Aragon, ainsi que de membres du clergé. Parallèlement, il s’installe au monastère de La Rábida, où les moines franciscains soutiennent son projet et l’aident à développer un réseau d’influence.
- 1492, une année charnière qui explique l’expédition de Colomb sous la bannière espagnole.

Le départ de Christophe Colomb pour les Indes sous bannière espagnole est à comprendre dans une succession d'événements majeurs, dans la complexité et la densité de l’année 1492. (Boucheron, 2017). Le 2 janvier 1492 la prise de Grenade par la couronne espagnole achève la Reconquista et met fin à la présence musulmane dans la péninsule ibérique. Le 31 mars le décret d'expulsion des Juifs d'Espagne est proclamé, leur imposant l'exil ou la conversion.
Après la prise de Grenade et la chute du dernier bastion musulman d’Espagne, les Rois Catholiques se montrent alors plus enclins à financer de nouvelles entreprises maritimes. Grâce au réseau que s'est constitué Christophe Colomb,  Isabelle de Castille accepte le projet du Génois et finance son expédition. Le 17 avril 1492 sont signées les capitulations de Santa Fe, un document qui accorde à Christophe Colomb des privilèges importants. Il devient amiral, vice roi et gouverneur des terres qu'il découvrira durant son expédition ainsi que la perception du dixième de toutes les richesses qui pourraient y être trouvées.
- Le caractère erratique du voyage de Colomb

Christophe Colomb est profondément influencé par la culture médiévale et ses représentations du monde. Il s'appuie sur des mappemondes médiévales et s'inspire largement des récits de voyage comme ceux de Marco Polo. Ces textes, notamment Les merveilles du monde, qu’il lit avec passion, alimentent son imagination et son désir d'exploration, véhiculant une vision du monde à la fois fascinante et partiellement fantasmée. Cela le pousse à concevoir le globe selon les connaissances et croyances médiévales, où se mêlaient géographie et mythes. (Boucheron, 2017).  
Les cartes maritimes sur lesquelles il s'appuie, comme le globe de Nuremberg (1492), représente l'Atlantique plus comme une mer que comme un océan. Selon son interprétation, Cipango (actuel Japon) et le finistère occidental ne sont séparés que par une mer étroite. L’éparpillement d'îles, issus du légendaire médiéval, près de Cipango comme dans le récit de Marco Polo renforcent les convictions de Colomb.
Les lectures de Christophe Colomb, imprégnées de la pensée médiévale, influencent plusieurs de ses erreurs de jugement, notamment sur la taille et la forme de la Terre. Il sous-estime la circonférence terrestre à environ 30 000 km (au lieu des 40 075 km établis par des savants de l'Antiquité comme Ératosthène). Concernant la forme, Colomb adhère à une idée peu conventionnelle : il imagine la Terre comme une sphère allongée, en forme de poire, avec un "téton" correspondant à un point culminant où se trouve le paradis terrestre. Ces conceptions s'éloignent des connaissances scientifiques de son époque, pourtant avancées, pour refléter une vision influencée par les croyances et récits médiévaux. Cela traduit son idéal personnel, imprégné du mysticisme des textes de l’Antiquité et du Moyen Âge. (Baschet, 2005); (Boucheron, 2017) ; (Boucheron, 2009, p. 582‑587).
Christophe Colomb prévoit d'atteindre Cipango au terme d'un voyage d'environ 4 450 km, cependant la distance qu’il estime est plus de quatre fois inférieure à la réalité.
L’idée d’une route maritime vers les Indes par l’ouest n’est donc pas une conviction personnelle de Christophe Colomb mais s’appuie sur des savoirs, des récits médiévaux imprégnés de légendaire et de mysticisme. De plus, d'autres navigateurs qui partagent cette vision du monde, sont prêts à se lancer sur cette route comme l'atteste une lettre de Jérôme Muntzer au roi Jean II. Il lui propose de suivre cette route vers les Indes en 1493 sans savoir que Colomb est déjà rentré de cette expédition. (Baschet, 2005).
- Le voyage de Christophe Colomb, août-octobre 1492

Le 3 août 1492 Christophe Colomb quitte le port de Palos en Espagne avec trois navires.
Les erreurs de Christophe Colomb, notamment son estimation erronée de la circonférence de la Terre et des distances entre l’Europe et l’Asie, ont paradoxalement permis la réalisation de son projet. En sous-estimant les distances, Colomb a évité de se heurter à l’angoisse d’un voyage interminable et potentiellement impossible avec les moyens de son époque et il est convaincu que l’Asie est accessible à travers l’Atlantique. Sans cette méprise, il est probable que Colomb n'aurait jamais osé entreprendre une traversée si risquée.
Son journal de bord ne fait état d'aucune appréhension, d'aucune peur de naviguer dans un espace aussi immense et inconnu qu’est l'océan Atlantique. Cela souligne le fait que Colomb est convaincu que la traversée sera courte.Ces erreurs vont s’avérer paradoxalement fécondes puisqu'elles rendent possible la découverte accidentelle des Amériques. (Baschet, 2005).
Durant le voyage, Colomb reste convaincu de la faisabilité de son projet malgré les incertitudes et les tensions parmi l'équipage. Son mérite est alors d'avoir tenu le cap et d’être resté fidèle à ses convictions malgré la pression de son équipage.
Il interprète chaque signe comme la présence d’oiseaux,  d’algues flottantes ou de crabes comme la confirmation qu'il est proche de terres, des îles légendaires décrites dans les récits médiévaux de Marco Polo.
Le 12 octobre 1492 Colomb et son équipage accostent sur une île qu'il nomme San Salvador, dans les Bahamas. Il ne sait pas qu'il a découvert, d’un point de vue européen, un nouveau continent et persuadé d'avoir atteint les Indes occidentales.
- Les explorations suivantes : octobre-décembre 1492

Le 21 octobre, il poursuit son voyage et met le cap sur une plus grande île. Il arrive à Cuba mais persiste dans ses convictions en suivant les savoirs du livre des merveilles de Marco Polo. Les indiens qu’il rencontre lui font part de l'île sur laquelle il se trouve, “Cibao”, mais Colomb victime aux biais de confirmation croit entendre “Cipango”, le nom donné par Marco Polo au Japon et qui renforce son illusion d’avoir atteint l’Asie. Aussi, les indiens mentionnent un peuple anthropophage, les “Cannibas” mais Colomb comprend “Khannibas” qu’il associe au peuple de l’empereur Khan évoqué dans les récits de Marco Polo. Le récit de Marco Polo ne fait pas d’ailleurs part de peuple anthropophage, pour lui les indiens se trompent.  (Boucheron, 2017).
Colomb, enivré de médiévalisme, reste prisonnier du biais de confirmation : il interprète tout élément nouveau comme une preuve qu’il est sur la bonne voie. (Baschet, 2009).
- 1492 à 1493 : L’expédition de Christophe Colomb sous la bannière espagnole, une logique médiévale et erratique féconde.

L’expédition de Christophe Colomb s’inscrit dans une logique davantage médiévale que véritablement moderne. Les Rois Catholiques cherchent à affirmer une Espagne catholique triomphante après la Reconquista. La perspective de conversion de l'empereur de Chine, le Grand Khan, suit l’objectif de l’extension de la foi chrétienne. Ainsi, la conversion des populations indigènes, qui suivra la découverte de ces nouveaux territoires, s'inscrit dans une continuité médiévale de croisade et d'évangélisation. Les ambitions économiques sont subordonnés à l'idéal religieux.
Colomb est particulièrement obsédé par une idée : la découverte du paradis terrestre. Quand il atteint l'embouchure de l'Orénoque, il remarque que ses eaux douces s’enfoncent profondément dans la mer. Pour lui, une telle puissance ne peut venir que de l’un des quatre fleuves décrits dans la Bible comme traversant l’Éden.  
En observant ce phénomène, troublé par diverses observations astronomiques et animé par son désir de confirmer la localisation de l’Éden, Colomb rectifie la théorie classique et acceptée de la sphéricité de la Terre. Il écrit : « J'ai toujours lu que le monde, terre et eau, était sphérique. [...] Maintenant, j'ai découvert qu'il n'était pas rond mais de la forme d'une poire [...] ou bien comme une balle toute ronde sur laquelle serait placé comme un téton de femme, et ce téton serait la partie la plus haute et la plus proche du ciel. »  
Il explique même que, lorsqu’on navigue dans cette région, « les navires s’élèvent doucement vers le ciel, et l’on profite d’un climat plus tempéré ». Selon lui, le sommet de cette étrange "forme" correspondrait à l’inaccessible paradis terrestre. Colomb précise avec assurance que sa théorie est « conforme à l’opinion des saints et sacrés théologiens ».  Son imaginaire, nourri de textes religieux et d’un esprit mystique, le pousse à interpréter ses découvertes en accord avec ses convictions bibliques.
Christophe Colomb est présenté comme un héros de la modernité, un  homme de son temps. Cependant, il est imprégné d'un mysticisme médiéval et d'une foi fervente, plus que d’un désir d’exploration. Sa détermination repose sur une série d'erreurs de calcul et d'interprétations erronées qui sont alimentées par ses lectures, son imagination et sa foi. Il entrevoit alors la promesse d’or et de conversion qui parachèvera la mission évangélisatrice de l’Espagne.
Bien que cette expédition ait été motivée par des idéaux médiévaux et une série d’erreurs, elle n’en est pas moins féconde puisqu'elle donne lieu, même si son personnage principal n’en a pas conscience, à la rencontre entre deux mondes qui jusqu’alors s'ignoraient. Cette expédition est objectivement un échec au sens où l'objectif recherché (une route maritime vers les Indes) n'est pas atteint, bien qu'il ait donné lieu à une tout autre route et à un tout autre pan de l'histoire commerciale européenne.
L’ouverture de la route des Indes aura lieu en 1498. avec le navigateur Portugais Vasco de Gama.
- 1492 : Le passage à une nouvelle ère ?

L'année 1492 apparaît comme un pli entre le Moyen Âge et les temps modernes. Christophe Colomb est perçu comme l’investigateur d’une entreprise qui permet l’entrée dans un nouveau monde. En réalité, Christophe Colomb et la Couronne espagnole sont enivrés d’un mysticisme médiéval. Même si la fin de la Reconquista ouvre une nouvelle ère pour l'Espagne et que cette rencontre entre deux mondes qui s'ignorent initie un changement global, cette entreprise n’en demeure pas moins médiévale.
Plutôt qu'une rupture nette, 1492 peut être perçu comme une continuité. Christophe Colomb et ses soutiens incarnent un mélange d'héritage médiéval avec la foi, la croisade et de nouveaux horizons avec l'exploration et les conquêtes. Le monde qu'il découvre est assimilé à travers des schémas anciens qui témoignent du poids de son époque sur ses perceptions et ses décisions.  (Boucheron, 2017).
Ainsi, l'histoire de la colonisation américaine est aussi celle d'un Moyen Âge conquérant, féodal se basant sur des rapports de force.  Ce qui prend pied en Amérique n'est pas une modernité européenne, qui trouve son inspiration dans le savoir et dans les expéditions, mais plutôt le médiévalisme d'une Europe guidée par la foi.
Le voyage transatlantique de 1492 ainsi que la conquête américaine qui en découle, s'inscrivent comme une prolongation directe de l'entreprise médiévale qu'était la reconquête de la péninsule Ibérique.
Des chercheurs, comme Tzvetan Todorov, ont mis en lumière un paradoxe : c’est la mentalité médiévale de Christophe Colomb qui lui aurait permis d’ouvrir la voie à l’ère moderne. En effet, sa vision de la connaissance repose davantage sur le respect des autorités établies et des textes anciens que sur l’observation empirique. Cette manière de penser a nourri une certitude inébranlable en son projet, une confiance absolue qui s’est révélée essentielle pour mener à bien son entreprise. Sans cette foi presque aveugle, Colomb n’aurait probablement pas persévéré avec autant de détermination. Cette réflexion donne à voir l’idée d’un Moyen Âge long qui s’est poursuivi au-delà de 1492.

## L’océan Indien avant les Européens, un carrefour d’échanges préexistants
Avant l’arrivée des Européens dans l’océan Indien, un vaste réseau d’échanges maritimes est déjà bien établi qui relie les grandes civilisations d’Asie, d’Afrique et du Moyen-Orient. Ce réseau s’est développé au fil des siècles, porté par des dynamiques économiques, culturelles et religieuses, qui font de cette région un carrefour stratégique du commerce mondial et notamment des épices.  

### Des réseaux anciens avec une multitude d’acteurs: VIIe - XVe
- Marchands arabes, perses et africains

Dès le premier millénaire, les marchands arabes et perses dominent le commerce maritime de l’océan Indien. Ils utilisent des navires légers adaptés à la navigation avec les vents de mousson. Ces marchands relient les ports du golfe Persique et de la mer Rouge  à l’Afrique de l’Est, à l’Inde et même à l’Asie du Sud-Est.
Les cités-états de la côte de l’Afrique de l’Est prospèrent grâce à leur rôle d’intermédiaires dans le commerce de l’or (provenant des mines du Zimbabwe), de l’ivoire et des esclaves destinés au Moyen-Orient et à l’Inde. Ce commerce est déjà florissant au XIIIe siècle.
L’islam est aussi un vecteur d’échange, il joue un rôle fédérateur et facilite les relations entre marchands en contribuant à l’unification des pratiques commerciales.
- L’Inde  au cœur des échanges

L’Inde occupe un rôle central dans le réseau commercial de l’océan Indien, à la fois en tant que productrice de biens et marché clé pour les échanges internationaux. Les ports de Calicut, Cochin et Surat se positionnent comme des places stratégiques  qui relient les côtes de l’Afrique, du Moyen-Orient et les vastes territoires de l’Asie de l’Est.
L’Inde exporte des épices, des textiles, des pierres précieuses et des perles, échangés contre de l’or africain, de l’encens arabe et de la soie chinoise. Les marchands indiens développent des colonies dans des ports étrangers et consolident ainsi les échanges et les relations économiques dans l’océan Indien. (Boucheron, 2009, p. 233-248)
- La chine, l’Asie du Sud-Est et le Japon

Les réseaux commerciaux en Asie de l’Est, avant l’arrivée des navigateurs européens, sont extrêmement dynamiques et bien organisés. La Chine, avec ses dynasties puissantes comme celle des Ming, joue un rôle majeur dans les échanges maritimes. Sous la dynastie des Ming, au début du XVe siècle, l’amiral Zheng He entreprend plusieurs expéditions maritimes entre 1405 et 1433. Il atteint les ports d’Afrique de l’Est et des ports indiens comme celui de Calicut. Les expéditions de Zheng He visent à établir des relations commerciales avec les pays étrangers et à importer des produits précieux comme les épices, les soies ou les pierres précieuses. (Bertrand, 2023).
Les ports chinois comme celui  de Canton sont des centres névralgiques où convergent des marchands venus d’Inde, d’Asie du Sud-Est et du Moyen-Orient. L’Asie du Sud-Est joue un rôle d’intermédiaire dans ce réseau. Les espaces de l’Insulinde agissent comme des relais entre les produits chinois, indiens et arabes, notamment en contrôlant le détroit de Malacca. Le Japon participe également à ces échanges via le commerce du cuivre, de l’argent et des perles, qui attirent les marchands chinois et coréens. (Boucheron, 2009, p. 193-210)
Ainsi, les réseaux asiatiques préexistants dans l’océan Indien et au-delà forment une économie intégrée et prospère bien avant l’arrivée des Européens. Ces échanges reflètent une interdépendance commerciale et culturelle qui traverse l’ensemble du continent asiatique.

### Commerce dans l’océan Indien au XVesiècle
- Les routes commerciales

Les routes maritimes de l’océan Indien au XVe siècle relient des ports stratégiques comme ceux de Calicut et Cochin en Inde, Malacca en Asie du Sud-Est, Canton en Chine, ainsi que Zanzibar et Kilwa sur la côte swahilie de l’Afrique de l’Est. Ces ports sont des nœuds commerciaux où convergent des marchandises provenant de différentes régions de l’océan Indien. Le détroit de Malacca en Asie du Sud-Est est un point de passage clé entre l’Inde et la Chine, tout comme le golfe Persique est essentiel pour les échanges entre l’Inde et le Moyen-Orient.
- L’essor du commerce international et des échanges intérieurs

Au cours du XVe siècle, l’Asie connaît un essor marquant du commerce international, qui se déploie à travers des réseaux d’échanges maritimes et continentaux interconnectés, créant un circuit général de commerce au sein de cet espace. Ce phénomène d'expansion économique semble général, notamment avec la monétarisation de l’économie et le développement des marchés locaux, entraînant une dynamique d’échanges soutenue. Le Japon illustre cette tendance, en s’orientant progressivement vers le commerce international notamment par voie maritime. Le pays commence à envoyer, à partir de la deuxième moitié du XVe siècle, des navires deux fois par an en Chine, échangeant des produits de luxe contre de l’or, de l’argent et des sabres, des biens recherchés sur les marchés japonais.
Dans ce contexte, deux grands ports japonais émergent : Sakai et Hakata, devenant des nœuds commerciaux dynamiques. Ces ports participent à l’essor des échanges maritimes et de la multiplication des transactions, stimulant en retour les activités de change et de conversion des devises. Ce commerce florissant, particulièrement entre le Japon et la Chine témoigne d'une forme de modernité commerciale/ économique avant même l’arrivée des Européens dans la région. Les réseaux commerciaux asiatiques au XVe siècle sont bien installés et organisés.
Certaines régions de l'Inde, comme le Sultanat de Gujarat, sont qualifiées de thalassocraties par l'historienne française Geneviève Bouchon (Boucheron, 2009, p. 239). La prospérité de ces régions repose sur la maîtrise des routes maritimes et des échanges commerciaux par mer. Ces États côtiers de l'Inde, comme le Gujarat, ont une place prépondérante dans le commerce maritime de l’océan Indien, voire le dominent. Le Gujarat, en particulier, est un centre de grande activité maritime, avec des ports florissants comme Sūrāt et Cambay, qui relient l’Inde à l'Afrique de l’Est, au Moyen-Orient et à l’Asie du Sud-Est.
Ces régions abritent également d'importantes communautés marchandes, notamment des Gujaratis et des Marathi, qui sont actifs dans le commerce maritime et établissent des réseaux commerciaux à travers l’océan Indien.
- L’océan Indien avant les européens, un espace interconnecté et dynamique

Contrairement à l’image qui en a souvent donnée, l'océan Indien, au XVe siècle, n’est pas un espace isolé et fermé. Cet espace constitue même l'un des foyers de civilisation et de commerce les plus dynamiques de l'époque. La Chine, ayant amorcé un réveil économique, voit cette dynamique se propager à toute la région.
On assiste à un essor notable de la production et aux prémices d’une économie internationale diversifiée, accompagnée au Japon par l’émergence de classes urbaines bourgeoises. Les mers asiatiques du XVe siècle sont déjà interconnectées, et ce phénomène ne cesse de s’amplifier au cours du siècle suivant. Ces routes maritimes forment un espace globalisé, semblable à une "Méditerranée asiatique", où les Portugais ne tardent pas à arriver dès 1498 avec Vasco de Gama.
Les Portugais réussissent à s’intégrer et s’imposer rapidement dans cet espace  en exploitant des réseaux commerciaux déjà existants. Parallèlement, la région est un grand producteur de culture matérielle qui circule largement. Les arts et les productions artisanales chinoises s’exportent vers la Corée et le Japon, tandis que les échanges interrégionaux se renforcent, dans les deux sens. Les sabres japonais, les objets en laque et les éventails arrivent sur les marchés chinois, tandis que les vêtements en coton coréens sont envoyés au Japon, où ils seront bientôt produits localement. Cette dynamique crée une forme d'unification régionale.
Les conditions de navigation dans l'océan Indien sont relativement favorables et bien connues des marins arabes depuis l'Antiquité. Au XVe siècle, un système d’échanges complexe relie les ports du sud de la péninsule arabique, les comptoirs islamisés de la côte africaine et les ports de la côte indienne, tels que Calicut, Goa et Surat. Ce commerce triangulaire dans l’océan Indien est principalement dominé par les marchands musulmans, qui orchestrent les échanges entre ces différentes régions. Ce réseau commercial s’étend également vers la Chine et le Japon, en passant par le port stratégique de Malacca. Les épices, en particulier, jouent un rôle central dans ces échanges, devenant ainsi le principal produit échangé à travers ces vastes réseaux interconnectés. (Bertrand, 2023).
Ainsi un modèle d’économie marchande se dessine, centré autour des villes portuaires, avec Malacca comme archétype et dont de nombreux autres exemples similaires se retrouvent dans l'ensemble de l'océan Indien.

## L’ouverture de la route des Indes, un rapiéçage de tronçons maritimes

### La rencontre entre les routes européennes et indiennes
L'ouverture de la route des Indes, depuis les ports européens jusqu'au port de Calicut en Inde, a intégré différentes étapes maritimes.
Avant le passage du cap de Bonne Espérance par Bartolomeu Dias en 1488, des connexions maritimes existent déjà dans l’océan Indien. L'Afrique orientale, l'Inde, l'Asie du Sud-Est, la Chine et le Japon entretiennent déjà des relations commerciales maritimes.
La route maritime reliant l’Europe aux Indes peut être décomposée en plusieurs tronçons, dont l'interconnexion progressive a permis de compléter et d’achever cette route maritime : 
- Tronçon de l’Europe au Cap de Bonne espérance (1415 - 1488)

- Tronçon Afrique orientale - péninsule arabique - Inde
- Tronçon Inde - Asie du S-E - Mer de Chine

Ainsi, l’expédition de Vasco de Gama en 1498 constitue la pièce manquante qui permet de relier l’Europe aux Indes par voie maritime. Elle connecte deux tronçons jusque-là séparés : celui de la côte orientale de l’Afrique et celui de l’océan Indien, déjà intégré à un réseau commercial complexe incluant la mer de Chine.

### 1498,  Vasco de Gama rencontre le souverain de Calicut, la route des Indes par l’océan est ouverte
- L’arrivée de Vasco de Gama à Calicut : entre mythe national et réalité historique

Le 20 mai 1498, Vasco de Gama débarque sur une plage au sud-ouest de l’Inde et établit un lien maritime direct entre l’Europe et les Indes.
Pendant longtemps, le voyage de Vasco de Gama a été étudié de manière isolée et déconnecté des dynamiques politiques asiatiques, en ignorant les interactions entre les sociétés de l’océan Indien. Cette approche événementielle, centrée sur l’exploit individuel de Vasco de Gama, s’inscrit dans le cadre d’un récit national traditionnel. L’expédition est présentée comme un moment fondateur, toujours mis en avant aujourd’hui, notamment à travers des institutions comme le Musée des Découvertes à Lisbonne qui, d'une façon, perpétuent le roman national Portugais.
Cependant, cette vision exagère la portée de l’événement. L’arrivée de Vasco de Gama en Inde n’a pas radicalement transformé les échanges économiques globaux ni bouleversé le monde. Bien avant lui, des marchands musulmans, des voyageurs russes et des religieux occidentaux avaient déjà atteint le sol indien, comme ce fut le cas de Zheng He. De plus, les routes maritimes reliant les côtes africaines, arabes, persanes et indiennes étaient déjà bien établies au XVᵉ siècle, et fréquemment empruntées par les marchands de l’océan Indien. (Bertrand, 2023, p. 159-163).
- Une expédition qui s’inscrit dans une continuité et qui n’est pas singulière

L’expédition de Vasco de Gama s’inscrit dans une logique d’État similaire à celle des voyages de Christophe Colomb ou des expéditions de Zheng He en Chine. Cette expédition ne représente donc pas une innovation radicale mais plutôt un prolongement d’efforts maritimes globaux qui tentent d'étendre des réseaux d’influence et de commerce. Cependant c’est cette expédition qui achève les efforts européens pour ouvrir une route maritime vers les Indes. (Bertrand, 2023).
- Les conséquences pour le Portugal

Si elle n’a pas bousculé les dynamique déjà présentes dans l’océan Indien, l’expédition de Vasco de Gama a eu des répercussions importantes pour le Portugal. Elle a marqué le début de la construction d’un réseau militaire et commercial en Asie, connu au XVIᵉ siècle sous le nom d’ Estados da Índia. Ce réseau s’appuie sur des enclaves stratégiques comme Goa, Daman et Diu en Inde, Macao en Chine, et Timor dans l’Insulinde. Cet empire colonial a perduré jusqu’au XXᵉ siècle.

### L’expansion rapide des Portugais qui utilisent des réseaux déjà établis
- L’exploitation de structures déjà existantes

L’histoire de l’expansion rapide des Portugais dans les Indes doit être analysée depuis les quais de Calicut ou de Malacca, où des négociants chinois, gujaratis, iraniens et malais étaient déjà établis bien avant l’arrivée de Vasco de Gama. À leur arrivée, les Portugais s’insèrent dans un système spatial déjà constitué, caractérisé par l’interconnexion d’anciens réseaux commerciaux entrelacés. Ces réseaux sont à la fois attractifs et contraignants pour les Portugais qui cherchent à en profiter mais doivent d’abord s’imposer pour s’y insérer.
Les Portugais s’appuient sur des routes commerciales existantes et exploitent des ports stratégiques comme Calicut, Goa, Malacca et Hormuz, qui étaient des carrefours majeurs avant leur arrivée. Progressivement, ils transforment ces ports en bases essentielles pour leur empire colonial. De même, les côtes de l’Afrique orientale, soumises au processus de littoralisation des dominations politiques au XVᵉ siècle, s’intègrent dans cet espace mondialisé qu’est l’océan Indien, où convergent les bassins commerciaux de la Méditerranée et de la mer de Chine.
- Une expansion rapide grâce à une domination militaire

La stratégie des Portugais repose sur la prise de contrôle d’infrastructures existantes, comme des comptoirs ou des entrepôts, qu’ils adaptent à leurs propres besoins. Cette approche accélère leur domination puisqu’ils n’ont pas besoin de créer de nouvelles infrastructures ou réseaux. Leur expansion est motivée par la volonté de contourner les Ottomans pour s’approvisionner directement en épices et de s’enrichir par ce commerce.
Cependant, cette domination portugaise, bien que rapide, demeure fragile. Elle repose largement sur leur capacité à s’imposer militairement. Les Portugais adoptent des méthodes agressives, détournant les flux commerciaux à leur avantage. Peu à peu, ils perturbent les réseaux traditionnels, monopolisent certaines routes et affaiblissent les marchands locaux. Ces stratégies agressives provoquent des relations conflictuelles avec les autorités régionales, telles que les dirigeants des cités-États, les souverains des sultanats côtiers ou encore les notables marchands, ce qui conduit à plusieurs affrontements violents.
Ainsi, l’expansion portugaise dans l’océan Indien au XVe siècle n'est pas un phénomène ex nihilo. Elle s’appuie sur une logique d’adaptation, de domination militaire et d’exploitation de structures préexistantes. On remarque une ambivalence des relations, qui sont tantôt hostiles et tantôt amicales.  

### Le rôle des intermédiaires dans la domination rapide des Portugais dans l’océan Indien
L'expansion européenne dans l'océan Indien ne repose pas uniquement sur l'exploitation de réseaux et de routes commerciales déjà établis. Le rôle des intermédiaires culturels, souvent appelés "passeurs culturels", est également crucial. Ces intermédiaires, qu'ils soient marchands ou navigateurs locaux, ont joué un rôle important en permettant aux Portugais de naviguer dans des eaux qu'ils connaissaient mal et d’accéder aux marchés asiatiques.
- Le rôle des passeurs culturels, des intermédiaires culturels

Les passeurs culturels ont servi de maillons dans des dispositifs complexes de contrôle et de surveillance de la présence étrangère. Un exemple de ceci peut être le corps de traducteurs créé par le shogunat japonais dans les années 1640 à Nagasaki afin d’encadrer les interactions des Hollandais à la loge commerciale de Dejima avec la population locale. (Bertrand, 2023, p.18).
Ce rôle d'intermédiaire se retrouve également sur les comptoirs de la Compagnie des Indes orientales, où des intermédiaires hindous et musulmans, tels que les munchis, mollavis et pounes, ont un rôle important dans les institutions locales et les cours de justice, facilitant la mise en équivalence des notions de droit et de statut entre les Européens et les populations locales.
Bien que longtemps ignoré et souvent relégué à un rôle secondaire, le passeur culturel n'a jamais été absent des récits de l'histoire des grandes découvertes. Ces "assistants" indigènes, qu'ils soient interprètes, guides ou pilotes, constituent des personnages récurrents dans les récits de voyage et les journaux de bord des explorateurs européens.
L'histoire des entreprises exploratoires européennes, tant en Afrique qu'en Asie, foisonne de ces figures d'assistants qui ont fait bien plus que simplement assister leurs employeurs européens. Par exemple, bien qu’il ait été prouvé que Vasco de Gama n’ait confié la gouverne de sa nef au grand navigateur arabe Ahmad ibn Majid, il a en réalité bénéficié de l'expertise des pilotes arabes, pour accomplir la traversée de l'océan Indien, l'un des plus complexes au monde. Ces pilotes arabes, experts en cosmographie, avaient dressé les cartes des côtes et des écueils et maîtrisaient la navigation grâce aux vents de mousson.
Il est donc difficile d'imaginer l'expansion Portugaise dans l'océan Indien sans l'aide indispensable des intermédiaires locaux. Sans eux, les Européens n’auraient pas maîtrisé les codes ni les coordonnées nécessaires pour se déplacer dans cet espace déjà interconnecté et densément peuplé de réseaux commerciaux, religieux et communautaires depuis les années 1150.
- Les relations diplomatiques : la mise en place de partenariats locaux

Les Portugais ont utilisé la diplomatie et les alliances locales pour faciliter leur expansion dans l’océan Indien. Plutôt que de s’imposer uniquement par la force militaire, ils ont cherché à s’associer avec des royaumes et cités-États locaux. Par exemple, en Afrique de l'Est, ils ont conclu des accords avec des sultanats côtiers, comme celui de Kilwa, afin de sécuriser les routes commerciales et de renforcer leur position stratégique. En Inde, l’alliance avec l’Empire hindou Vijayanagara a permis aux Portugais de prendre progressivement le contrôle de Goa et d’élargir leur réseau commercial. À Malacca, la prise de pouvoir en 1511 a été facilitée par des négociations avec des marchands locaux et des chefs malais, exploitant les rivalités entre les différents acteurs locaux de la région pour sécuriser le commerce des épices. Ces alliances ont permis aux Portugais de se renforcer sans confrontation directe, tout en s’intégrant dans les réseaux commerciaux déjà établis. En retour, ces royaumes ont bénéficié des ressources, de la protection militaire et des opportunités commerciales offertes par les Portugais. Cette stratégie a permis d'éviter les oppositions directes, tout en établissant progressivement leur domination dans la région.
Les commerçants et navigateurs locaux, ainsi que leurs connaissances géographiques et linguistiques, ont permis aux Portugais et par la suite aux autres nations européennes comme les Pays-Bas de s'implanter et de négocier avec les sociétés locales.

## Les Indes sous domination européenne, un espace disputé[3]
L'expansion Portugaise dans l'océan Indien au XVᵉ siècle a marqué le début d'une domination européenne sur la région, qui a généré des tensions géopolitiques avec d'autres puissances maritimes qui cherchaient également à contrôler les routes commerciales et les ressources précieuses de l'Asie. L’océan Indien a effectivement, des allures de lac portugais, dominé par la ville de Goa en Inde. Les Portugais prennent peu à peu pied en Indonésie, à Jakarta, en Chine à Macao en 1557, et au Japon à Nagasaki. (Laborde, 2020).
Jusqu’au XIXe siècle, ce gigantesque réseau de comptoirs d’outre-mer assure la fortune de la couronne portugaise.

### Conflits avec d'autres puissances maritimes
L'arrivée des Portugais dans l'océan Indien a fait naître une concurrence entre  plusieurs puissances maritimes, telles que les Ottomans, les Mamelouks, et plus tard les Néerlandais et les Anglais.
Au XVIᵉ et XVIIᵉ siècles, l'expansion des Néerlandais et des Anglais intensifie cette compétition dans l'océan Indien. Les Néerlandais s'emparent de Malacca et des routes maritimes autour de l'archipel indonésien, tandis que les Anglais, avec la création de la Compagnie des Indes orientales (EIC), établissent une présence croissante en Inde et finissent par surpasser les Portugais en termes d'influence commerciale au cours du XVIIᵉ siècle.

### L'essor de la présence européenne permis avec l’afflux d’or et d’argent mexicain
L'accroissement des échanges commerciaux dans l'océan Indien, couplé à l'afflux massif de métaux précieux en provenance des Amériques, a joué un rôle clé dans le renforcement de la domination européenne au XVIᵉ siècle. L'or et l'argent extraits des mines mexicaines après l'arrivée des Espagnols ont permis aux monarchies européennes, en particulier l'Espagne et le Portugal, de financer leurs ambitions maritimes.
L'afflux d'or mexicain a eu plusieurs répercussions. D'un côté, il a provoqué une inflation européenne, particulièrement dans les royaumes ibériques (Bodin), mais il a également permis de financer l'expansion militaire et de soutenir les expéditions navales. Ces métaux ont contribué à l'établissement d'un système économique bi-métallique et à l'essor du capitalisme marchand, en fournissant les ressources nécessaires à l'organisation de puissantes flottes.
L'afflux d'or a également facilité la création de compagnies commerciales, telles que la Compagnie des Indes orientales néerlandaises (VOC) et la Compagnie des Indes anglaises (EIC), dont le rôle a été déterminant pour établir des réseaux commerciaux entre l'Asie, l'Europe et l'Afrique. Ces compagnies ont aussi contribué à structurer le commerce mondial et à consolider la domination européenne sur l'océan Indien. De plus, elles ouvrent la voie à une financiarisation de l’économie (sociétés par actions).

## Les Grandes Découvertes, débats historiographiques: Une histoire connectée au-delà de l'Européocentrisme
Le récit des « Grandes découvertes » donne lieu à des débats historiographiques. Ce récit revêt souvent d’une vision européo-centrée, d’un processus occidental qui masque de fait un processus pluriséculaire et pluri-spatial. Cette vision européocentrée a été défendue par des historiens comme Fernand Braudel notamment dans son ouvrage La Méditerranée et le monde méditerranéen à l'époque de Philippe II (1949), où il met en avant le rôle des nations européennes, notamment ibériques, dans l’expansion maritime et commerciale mondiale.
Au contraire d’autres historiens ont une vision plus globale comme Sanjay Subrahmanyam qui défend une histoire “connectée”. Son approche analyse comment les sociétés ont interagi à une échelle mondiale, loin d’un récit exclusivement centré sur l'Europe. Il met l'accent sur la manière dont les réseaux commerciaux et politiques ont fonctionné à l'échelle mondiale bien avant les expéditions maritimes européennes. Dans ce contexte, l’Europe n’apparaît pas comme l'initiateur ou l'unique acteur des dynamiques mondiales, mais plutôt comme une partie d'un réseau complexe d’échanges internationaux.
Le rôle souvent invisibilisé mais fondamental de navigateurs et de populations non européennes est primordial pour comprendre l’émergence de cette route commerciale et expliquer la rapidité avec laquelle les européens ont pu s’implanter dans l’océan Indien. Ainsi, la construction de la route des Indes n’est pas à penser seulement comme une aventure européenne mais bien une construction universelle, qui ne repose pas que sur des informations et des savoirs occidentaux.

## Autres acceptions
L'expression « la route des Indes » a aussi été employée pour désigner les itinéraires terrestres reliant l'Europe occidentale au sous-continent indien (Inde, Népal...), en particulier dans le contexte des années 1970. Le Guide du routard notamment a popularisé l'expression sous la graphie humoristique « la route des Zindes », à partir de 1973.